# James Young (Politiker, 1800)
James R. Young (* 11. Mai 1800 im Hawkins County, Tennessee; † 9. Februar 1878 in Higginsville, Missouri) war ein US-amerikanischer Politiker. Zwischen 1844 und 1848 war er Vizegouverneur des Bundesstaates Missouri.

## Werdegang
James Young war der Sohn von William Young, einem Abgeordneten im Repräsentantenhaus von Tennessee. Über seine Jugend und Schulausbildung sowie über seinen Werdegang jenseits der Politik ist nichts überliefert. Später folgte er seinem Vater nach und wurde ebenfalls Abgeordneter im Staatsparlament von Tennessee. In den 1820er Jahren schloss er sich der Bewegung um den späteren Präsidenten Andrew Jackson an und wurde Mitglied der von diesem 1828 gegründeten Demokratischen Partei. Mit einem Empfehlungsbrief von Präsident Jackson kam er im Jahr 1832 nach Missouri, wo er seine politische Laufbahn fortsetzte. Von 1836 bis 1840 saß er als Abgeordneter im Repräsentantenhaus von Missouri; von 1840 bis 1844 gehörte er dem Staatssenat an.
1844 wurde Young an der Seite von Thomas Reynolds zum Vizegouverneur von Missouri gewählt. Dieses Amt bekleidete er zwischen 1844 und 1848. Dabei war er Stellvertreter des Gouverneurs und Vorsitzender des Staatssenats. Er wurde auch bekannt für seine Landschenkungen an die Prairie Presbyterian Church sowie an eine Schule und für einen Friedhof. Mit seiner Frau Elizabeth hatte er drei Kinder. James Young starb am 9. Februar 1878 in Higginsville im Lafayette County.